# باز ستيفن
باز ستيفن (بالإنجليزية: Buzz Stephen)‏ هو لاعب كرة قاعدة أمريكي، ولد في 13 يوليو 1944 في بورتيرفيل في الولايات المتحدة.

## وصلات خارجية
- باز ستيفن على موقعبيزبول رفرنس.كوم (الدوري الرئيسي) (الإنجليزية)
- باز ستيفن على موقع مشجعي الرسوم البيانية (الإنجليزية)